# Tesoro de los eolios

El Tesoro de los eolios fue un primitivo edificio, un  tesoro, en Delfos, Grecia. Sus ruinas se encuentran en el yacimiento arqueológico de Delfos, declarado Patrimonio de la Humanidad por la Unesco.

## Descripción
La cámara del tesoro fue construida por los eolios en la época arcaica o clásica. Estaba situado en el santuario de Apolo, en medio de un recodo de la Vía Sagrada entre el Tesoro de los cnidios y el Tesoro de los sicionios. La arquitectura del edificio se asemejaba a un pequeño templo en antas. Sus cimientos medían unos 8 × 7 metros. En su interior se encontraban el pronaos y la cella, abierta al norte. Delante del pronaos había dos columnas (dístilo in antis).